# Búbos cinege

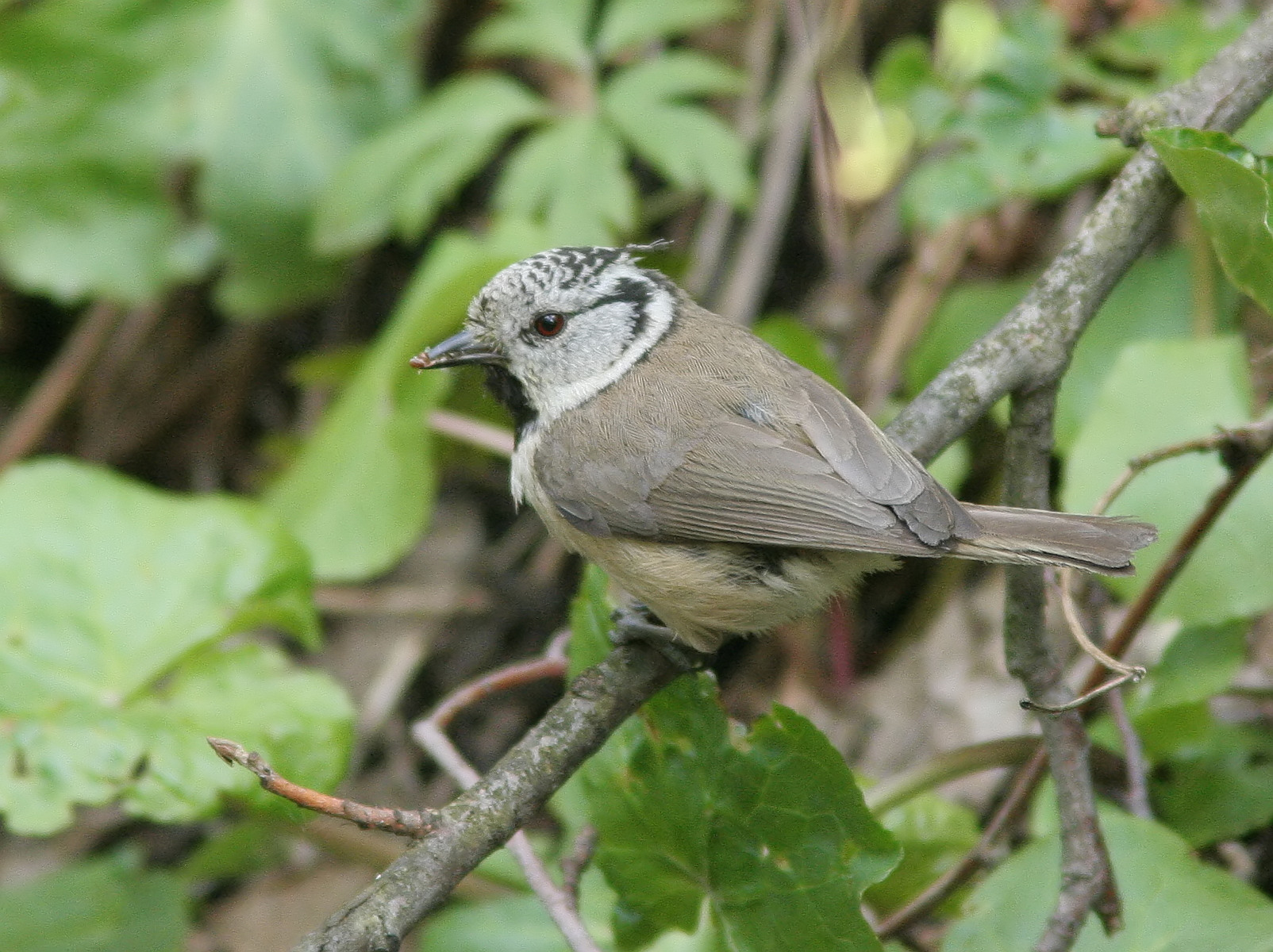

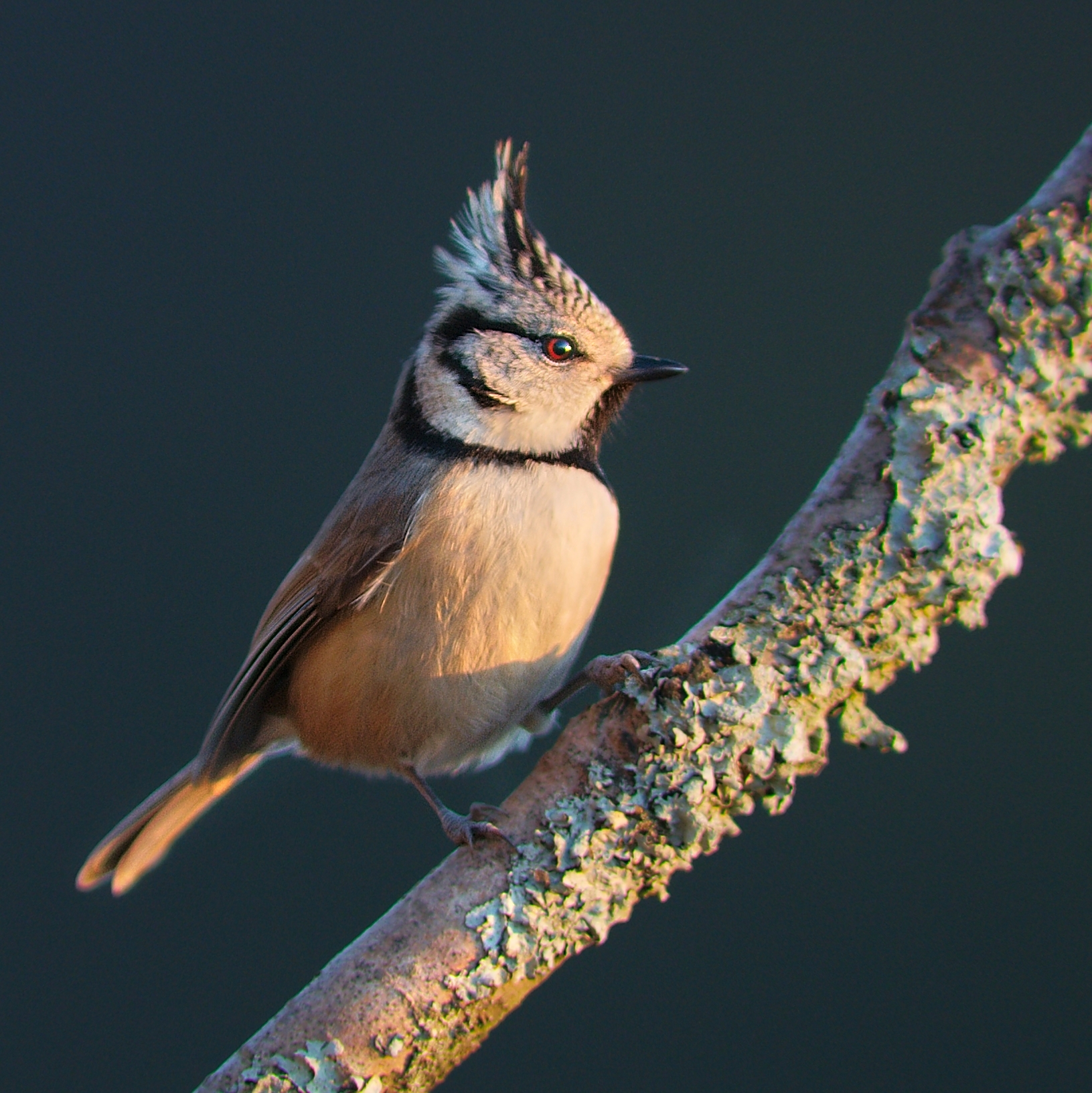

A búbos cinege (Lophophanes cristatus) a verébalakúak (Passeriformes) rendjébe, ezen belül a cinegefélék (Paridae) családjába tartozó apró termetű madárfaj, az európai kontinens egyetlen bóbitás cinegefaja.

## Rendszerezés
Besorolása vitatott, egyes rendszerbesorolások a Parus nembe sorolják Parus cristatus néven.

## Előfordulása
A búbos cinege alapvetően európai madárfaj. A Földközi-tenger keleti medencéjén, illetve a Brit-szigeteken (kivéve a Skót-felföldet) kívül a kontinens egész területén találkozhatunk vele, elsősorban a hegyvidékeken és fenyőerdőkben. A túlzottan hideg vidékeket (Skandinávia északi része) is elkerüli. A különösen hideg övezeteket kerüli, a kék- és széncinegéhez képest kevéssé alkalmazkodott az emberek közelségéhez.

## Alfajai
- északi búbos cinege (Lophophanes cristatus cristatus) – Észak-Európa, Anglia
- skót búbos cinege (Lophophanes cristatus scoticus) – Skócia
- európai búbos cinege (Lophophanes cristatus mitratus) – Németország, Hollandia, Franciaország, Spanyolország, Alpok, Balkán-félsziget
- Lophophanes cristatus abadiei
- Lophophanes cristatus bashkirikus
- Lophophanes cristatus bureschi
- Lophophanes cristatus weigoldi

## Megjelenése
Háta barna, hasa némileg világosabb, a begy felé egészen kifehéredik. A fekete szem-, torok- és nyakszalagok ennél a fajnál is jelen vannak, bár a szem feletti, csúcsával a tarkó felé mutató V-t formázó sáv nem olvad a nyakszalagba. Az arcrész fehéres halványbarna, míg a fej tetejét díszítő bóbita feketébe hajló sötétbarna, de világos peremű kis tollakból áll.
A nemek egyformák. A búbos cinege méreteit tekintve a kékcinkéhez hasonlít leginkább: átlagos testtömege 10–13 gramm, hossza 11–12 centiméteres, szárnyfesztávolsága pedig 17–20 centiméter körül mozog.

## Életmódja
Az elsősorban fenyvesekben élő faj hasznos rovarpusztító. Szívesen fogyaszt lárvákat, hernyókat. Állandó madár, telente kényszerűségből magvakat fogyaszt. Olykor felkeresi a madáretetőket, akár más madárfajok társaságában is. Szűkös kínálat esetén kóborolhat is.
Énekhangja lágy, de pergő trilla, de a cinegék jellemző „tszí-tszí-tszí” hívását is hallatja.

## Szaporodása

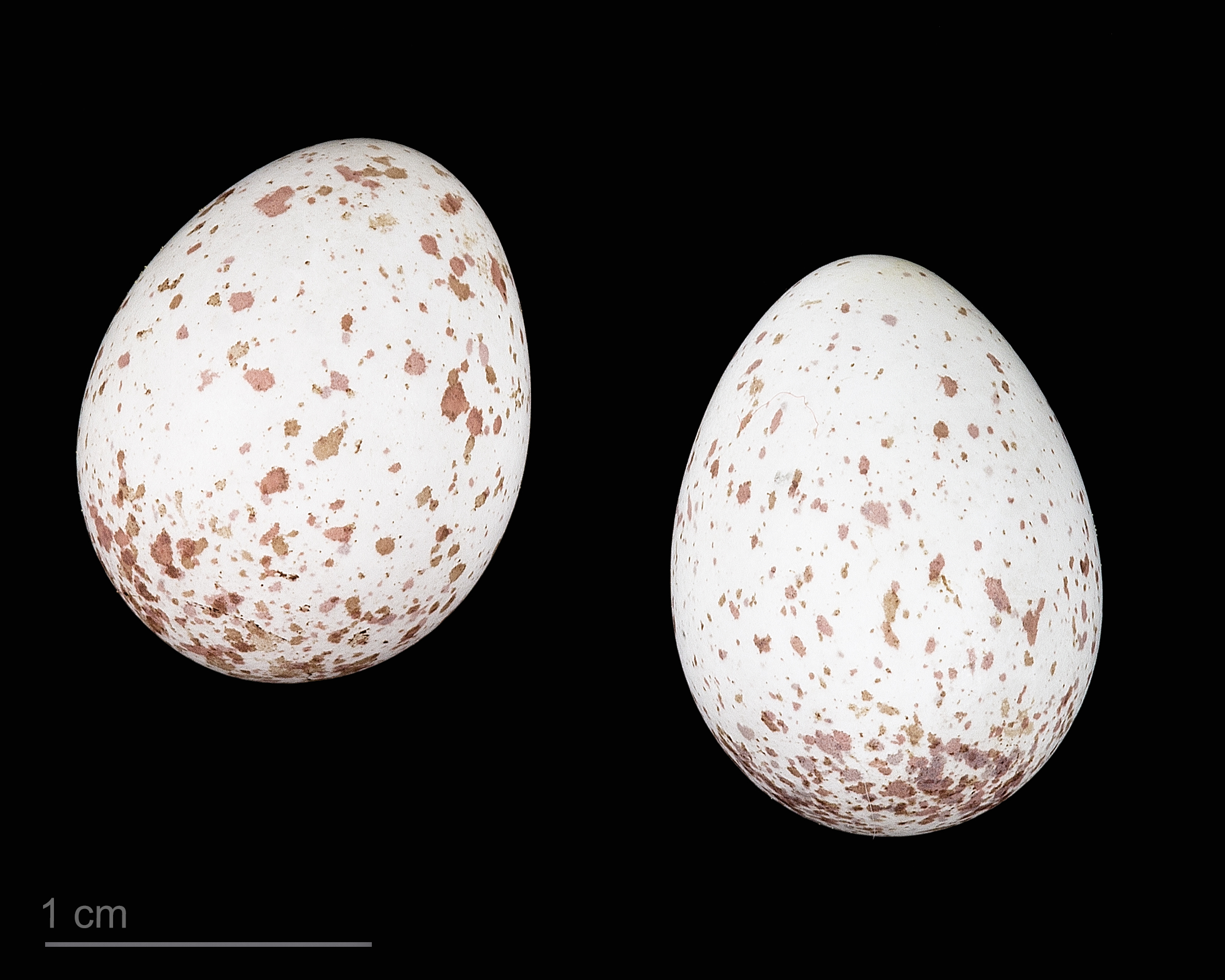
Lophophanes cristatus

A búbos cinege öreg fenyvesekben és fenyőkkel elegyes lomberdőkben költ. Fészkéül különféle, sokszor maga vájta odvak szolgálnak, amiket mohával tölt fel és tollakkal bélel ki. Fészke környékét védi a betolakodókkal szemben. Évente kétszer költ, egy alkalommal 5-6 tojást rak.
A gyámoltalan, fészeklakó fiókák két hét után kelnek ki, majd 18-22 napos folyamatos szülői táplálás után kirepülnek.

## Kárpát-medencei előfordulása
Magyarországon ritka, de rendszeres fészkelőnek mondható az Alpokalján és kisebb mértékben az Északi-középhegységben. Becslések szerint Magyarországon 3500-5000 fészkelő pár élhet.

## Védettsége
A viszonylag gyakori faj a Természetvédelmi Világszövetség szerint nemzetközi léptékben is jó kilátású, SPEC értékelése 4-es (jó kilátású, zömmel európai faj). Magyarországon ennek ellenére védettséget élvez, természetvédelmi értéke 25 000 forint.